# نفت سفید (آلبوم)
«نفت سفید» (به انگلیسی: Kerosene) آلبومی از هنرمند اهل ایالات متحده آمریکا میراندا لمبرت است که در  ۱۵ مارس ۲۰۰۵ منتشر شد.